# Bromus villosissimus
Bromus villosissimus là một loài thực vật có hoa trong họ Hòa thảo. Loài này được Hitchc. mô tả khoa học đầu tiên năm 1923.